# Harpadon
Harpadon – rodzaj drapieżnych ryb z rodziny jaszczurnikowatych (Synodontidae). Są to ryby pelagiczne. Łuski obecne tylko wzdłuż linii bocznej i w tylnej części ciała.

## Klasyfikacja
Gatunki zaliczane do tego rodzaju:
- Harpadon erythraeus
- Harpadon microchir
- Harpadon nehereus – bombajka[3]
- Harpadon translucens

Gatunkiem typowym jest Salmo microps (=H. nehereus).